# ببغاء سنغالي
الببغاء السنغالي (الاسم العلمي: Poicephalus senegalus) هو ببغاء متوسط الحجم موطنه غرب إفريقيا. عادة ما يهاجر عبر غرب أفريقيا وفقًا لتوافر الغذاء الذي يتكون بشكل رئيسي من الفواكه والبذور والأزهار، وفي كثير من الأحيان يتغذى على الذرة أو الدخن. وهو يحظى بشعبية كبيرة بين هواة تربية الطيور. يبلغ طول هذا الطائر حوالي 23 سم، ويزن حوالي 120-170 غرامًا. يتميز برأس ومنقار كبيرين نسبة إلى حجمه الكلي، وله ذيل قصير ومنبسط. تتميز الطيور البالغة بمنقار رمادي، ولون قزحية العين أصفر لامع، بينما يكون ظهرها وحنجرتها أخضر اللون، والقسم السفلي من جسمها أصفر.
يعد تمييز جنس هذه الطيور من الأمور غير الواضحة تمامًا، ولكن بعض الهواة يستطيعون تمييز ذلك عن طريق مظاهر معينة، ويظل الفحص الجيني هو الأنسب لتحديد الجنس.
تبني هذه الببغاوات أعشاشها في ثقوب الأشجار، مثل شجر نخيل الزيت، وعادة ما تضع الأنثى من 3 إلى 4 بيضات. تستمر الأنثى في حضانة البيض لمدة 27-28 يومًا. تعتمد الصغار على أمها في التغذية حتى يبلغوا حوالي الشهر من العمر، ويعرف عنهم أنهم لا يستطيعون فتح أعينهم حتى يبلغوا الأسبوعين أو الثلاثة أسابيع من العمر. تبدأ هذه الطيور أولى محاولات الطيران من العش بعد 9 أسابيع من الفقس، ولكنها لا تستقل في الغذاء عن والديها إلا عند بلوغها 12 أسبوعًا. عادة ما يعيش الببغاء السنغالي من 25 إلى 30 عامًا، ولكن من الممكن أن يصل عمره إلى 50 عامًا.
تعد هذه الطيور من الطيور المحببة لدى هواة تربية الطيور لطبيعتها الهادئة واللطيفة، ولكنها قد تصبح مزعجة وعدوانية. عادة ما تصفر بمهارة وتصدر أصواتًا شبيهة بالنعيق. كثيرًا ما ترتبط هذه الطيور بفرد واحد في الأسرة وتظهر الكثير من الغيرة والتعلق بهذا الشخص، حتى أنه من الممكن أن تهاجم الأفراد الآخرين وتصبح خطرًا عليهم.
لا تعتبر هذه الطيور حاليًا مهددة بالانقراض نظرًا لكثرة أعدادها في الطبيعة، ولكنها تتعرض للكثير من عمليات الصيد الجائر والتصدير غير الشرعي في بعض البلدان. وتواجه في ذلك العديد من أنواع سوء المعاملة والتعذيب، مثل تكديسها في أقفاص خشبية غير آمنة وغير مهواة جيدًا.

## معرض صور

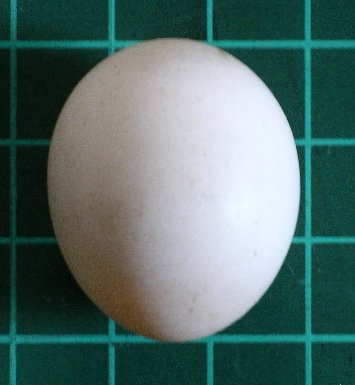
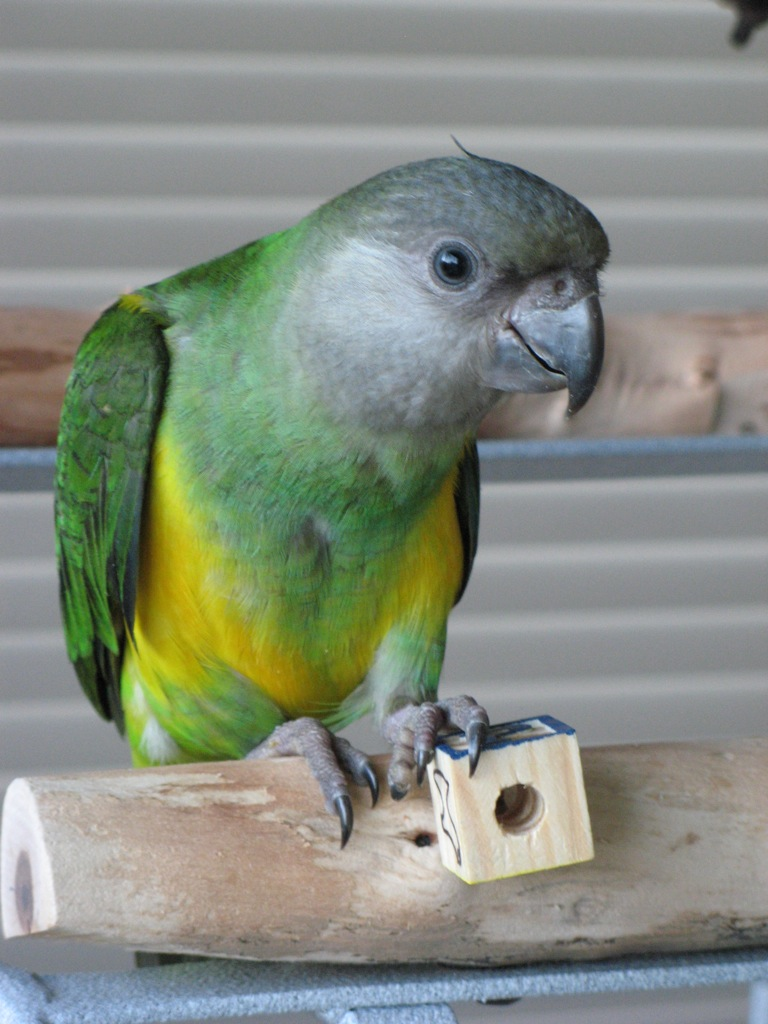
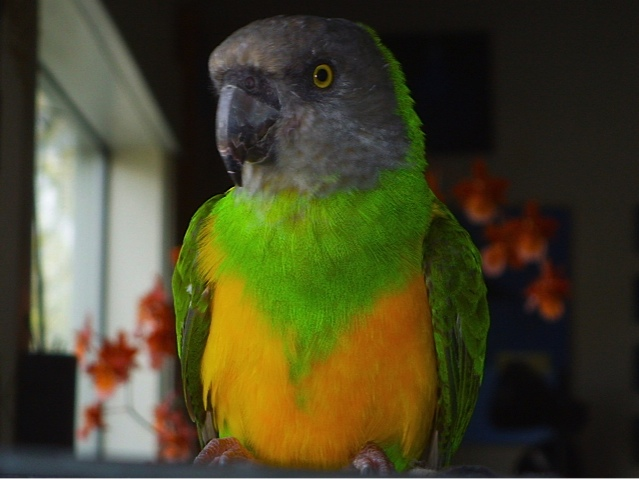
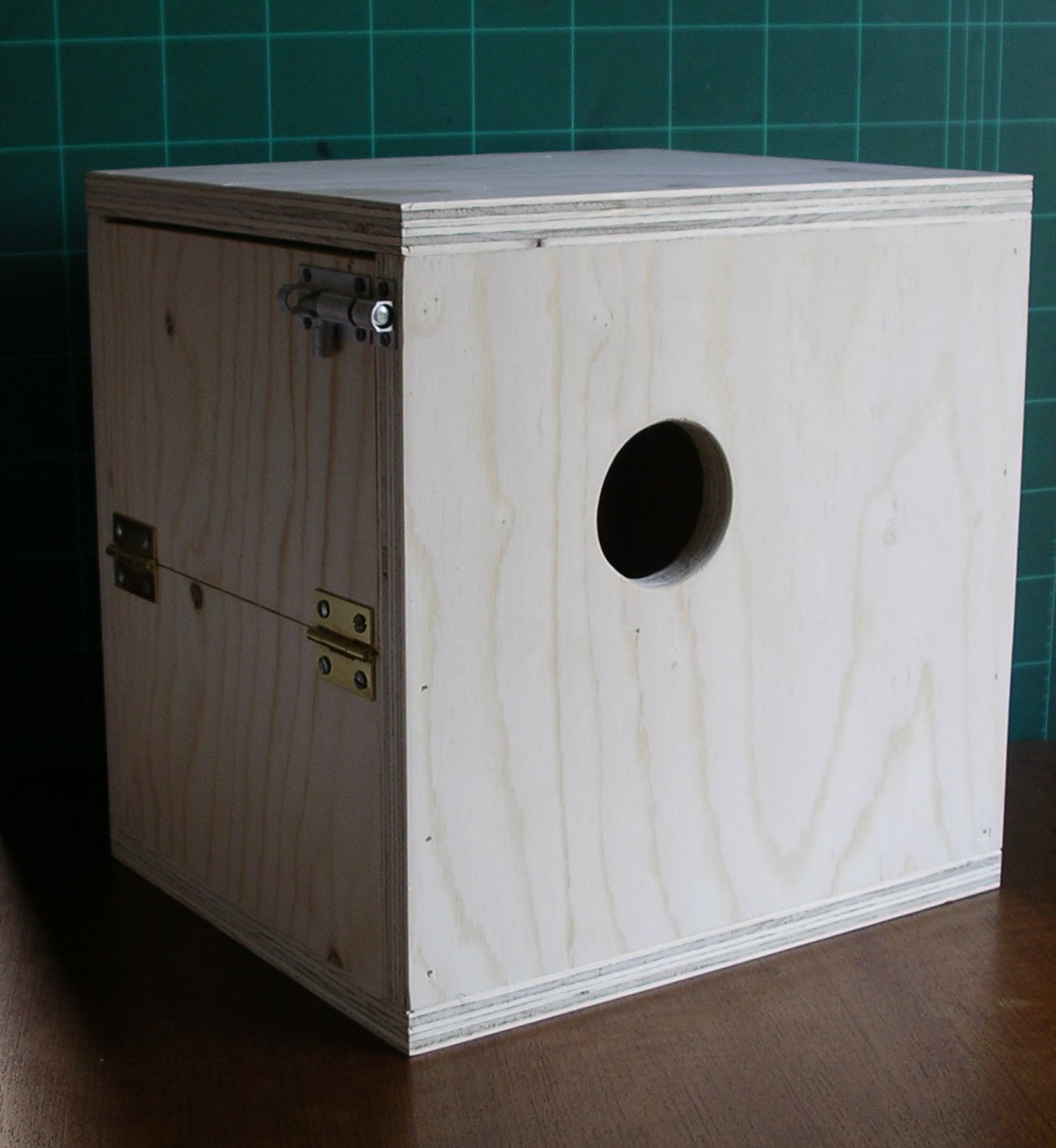
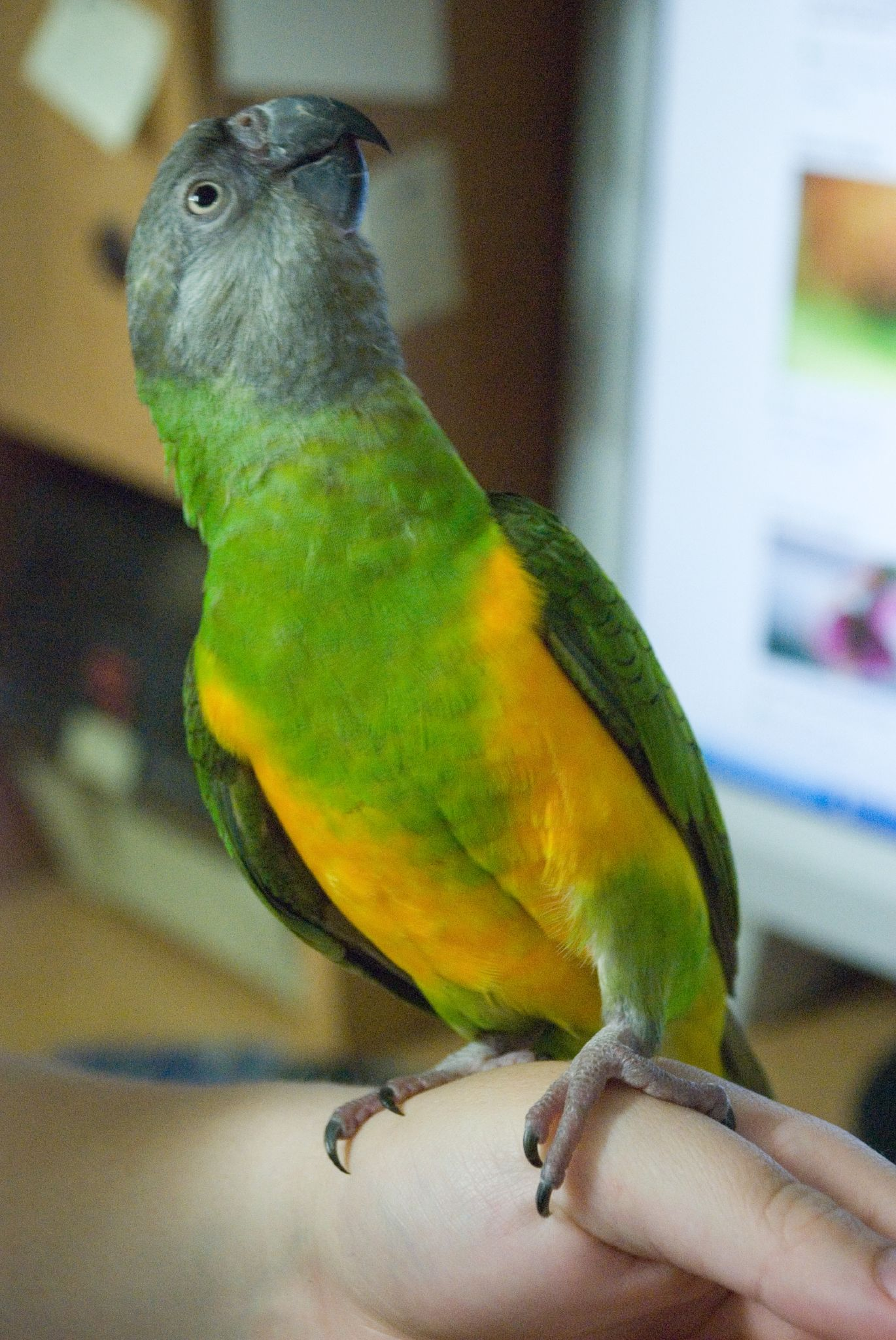